# Santiago Ventura Bertomeu
Santiago Ventura Bertomeu (Borriana, 5 de gener de 1980) és un tennista professional valencià des de 2001. Destaca més per la seva trajectòria com a jugador de dobles, on va arribar al lloc 37 de la classificació de l'ATP, al juliol de 2008.

## Títols: 5 (1-4-0)

### Individuals (1)
| Llegenda               |
| Grand Slam (0)         |
| Tennis Masters Cup (0) |
| ATP Masters Series (0) |
| ATP Tour (1)           |

| Núm. | Data               | Torneig            | Superfície   | Oponent a la final | Resultat      |
| ---- | ------------------ | ------------------ | ------------ | ------------------ | ------------- |
| 1.   | 17 de maig de 2004 | Casablanca, Marroc | Terra batuda | Dominik Hrbaty     | 6–3, 1–6, 6–4 |

### Classificació en torneigs del Grand Slam
| Torneig         | 2009 | 2008 | 2007 | 2006 | 2005 | Títols |
| --------------- | ---- | ---- | ---- | ---- | ---- | ------ |
| Australian Open | 3q   | 1r   | -    | -    | 2r   | 0      |
| Roland Garros   | 1r   | 1r   | 1q   | -    | 1r   | 0      |
| Wimbledon       | -    | 1r   | -    | -    | 1r   | 0      |
| US Open         |      | 1r   | -    | -    | -    | 0      |

### Dobles (4)
| Llegenda               |
| Grand Slam (0)         |
| Tennis Masters Cup (0) |
| ATP Masters Series (0) |
| ATP Tour (4)           |

| Núm. | Data                 | Torneig            | Superfície   | Parella         | Oponent a la final              | Resultat          |
| ---- | -------------------- | ------------------ | ------------ | --------------- | ------------------------------- | ----------------- |
| 1.   | 31 de gener de 2005  | Viña del Mar, Xile | Terra batuda | David Ferrer    | Gastón Etlis · Martín Rodríguez | 6-3, 6-4          |
| 2.   | 21 de febrer de 2005 | Acapulco, Mèxic    | Terra batuda | David Ferrer    | Jiri Vanek · Tomas Zib          | 4-6, 6-1, 6-4     |
| 3.   | 23 de maig de 2008   | Casablanca, Marroc | Terra batuda | Albert Montañés | James Cerretani · Todd Perry    | 6-1, 6-2          |
| 4.   | 8 de maig de 2010    | Múnic, Alemanya    | Terra batuda | Oliver Marach   | Eric Butorac · Michael Kohlmann | 5–7, 6–3, [16–14] |

### Finalista en dobles (2)
- 2008: Costa do Sauipe (amb Albert Montañés perden davant Marcelo Melo i André Sá).
- 2009: Torneig de Buenos Aires (amb Nicolás Almagro perden davant Marcel Granollers i Alberto Martín).

### Classificació en torneigs del Grand Slam
| Torneig         | 2009 | 2008 | 2007 | 2006 | 2005 | Títols |
| --------------- | ---- | ---- | ---- | ---- | ---- | ------ |
| Australian Open | 1r   | 2r   | -    | -    | 1r   | 0      |
| Roland Garros   | 2r   | 2r   | -    | -    | 1r   | 0      |
| Wimbledon       | 1r   | Q    | -    | -    | 1r   | 0      |
| US Open         |      | 1r   | -    | -    | -    | 0      |